# 22905 Лісініотосо
22905 Лісініотосо (22905 Liciniotoso) — астероїд головного поясу, відкритий 14 жовтня 1999 року.
Тіссеранів параметр щодо Юпітера — 3,636.